# Typhlobunus troglodytes
Genre
Espèce
Typhlobunus troglodytes, unique représentant du genre Typhlobunus, est une espèce d'opilions laniatores de la famille des Assamiidae.

## Distribution
Cette espèce se rencontre au Kenya et en Tanzanie dans des grottes.

## Description
L'holotype mesure 4,5 mm.

## Publication originale
- Roewer, 1915 : « 106 neue Opilioniden. » Archiv für Naturgeschichte, vol. 81, no 3, p. 1–152 (texte intégral).